# Clemilda Thomé
Clemilda Jesus Rodrigues de Paula Thomé (Sapopema, 25 de dezembro de 1954) foi uma das primeiras empresárias no Brasil a se tornar bilionária ao vender sua empresa NEODENT ao Grupo Suiço Straumann – líder mundial na implantodontia.
Hoje, Clemilda é uma das mulheres de negócios mais influentes do país, à frente da DSS Holding e sócia do Instituto Sou 1 Campeão.

## Biografia
Cle, como gosta de ser chamada, é a 14ª filha de uma família de 15 filhos, sendo nove homens e seis mulheres. Filha dos agricultores Jaime Guerreiro de Paula e Eloína Rodrigues de Paula, gosta de mostrar sua história para inspirar outras pessoas para que não desistam de seus sonhos.
Aos nove anos precisou sair da cidade para estudar porque não tinha mais escolas na região. Um ano depois, ao voltar para sua cidade natal, e sua família foi uma das atingidas pelo incêndio florestal no Paraná, entre agosto e setembro de 1963. Foram 2 milhões de hectares queimados em 128 cidades, 110 pessoas morreram e 10% do território do estado foi consumido pelas chamas. Foi o pior incêndio florestal registrado no Brasil e um dos maiores do mundo.

## Reconhecimentos
- Recebeu uma menção honrosa em 2017 da Assembleia Legislativa do Estado do Paraná[3], pela contribuição à cidade de Curitiba em sua área de atuação e pelo seu relevante trabalho frente ao Instituto TMO da Associação Alírio Pfiffer.
- Em 2014 recebeu o Título de Cidadã Honorária de Curitiba[4] pela Câmara de Vereadores da cidade.
- Em 2017 foi agraciada com a comenda Ordem Estadual do Pinheiro, a mais alta honraria do Estado do Paraná, concedida pelo governo estadual.

- No período de 2017-2018 foi Gran Patrona do Museu Oscar Niemeyer em Curitiba;
- Foi membro do Conselho de Cultura da Associação Comercial do Paraná[5] no período de 2017-2019.